# Bauplanung
Bauplanung beschreibt einen Vorgang, bei dem ein Bauvorhaben gedanklich entwickelt und gestaltet wird. Diese gedanklichen Überlegungen werden in Architekturzeichnungen und Bauzeichnungen festgehalten. Dabei muss der örtliche Baugrund in seiner Form und Eigenschaft berücksichtigt werden. Die Umsetzbarkeit der Planung wird in Berechnungen nachgewiesen. Die Bauplanung ist der erste Abschnitt des Bauprozesses, wird jedoch auch noch während der Bauausführung weitergeführt. Sie ist Voraussetzung für die Genehmigung eines Bauvorhabens in Deutschland.

## Bauplanungsarten
Es werden grob vier Arten von Bauplanungen unterschieden:
- Hochbauplanung
- Ingenieurbauplanung
- Tief-, Straßen- und Landschaftsbauplanung
- Fachplanung

Alle diese Bereiche stehen in enger Verbindung zueinander und werden von Architekten, Bauingenieuren, Landschaftsarchitekten, Bauzeichnern und  Fachplanern bearbeitet.

## Vorschriften der Bauplanung
Bei der Bauplanung sind verschiedene rechtliche und technische Bestimmungen zu beachten. Ziel der Festsetzung baurechtlicher Bestimmungen sind die Gewährleistung von Sicherheit und Gebrauchstauglichkeit des Bauvorhabens. Der verantwortliche Planer hat die Bestimmungen, die im Baubereich auch Anerkannte Regeln der Technik genannt werden, zu berücksichtigen. Des Weiteren ist auch auf die Einhaltung von Verordnungen und Gesetzen (beispielsweise Baugesetzbuch, Bauordnung) zu achten.

## Planungsphasen
Die Bauplanung wird gemäß der HOAI in Phasen gegliedert:
(je nach Komplexität des Bauvorhabens können Teilpunkte entfallen)

### Grundlagenermittlung
Bei der Grundlagenermittlung wird die Aufgabenstellung geklärt und die technischen und wirtschaftlichen Grundsatzfragen des Projektes dargelegt. Diese Phase der Bauplanung umfasst auch eine Ortsbesichtigung durch den Bauherrn und Planer, wobei sowohl der Baugrund, als auch die nähere Umgebung inspiziert werden. Die Ergebnisse der Grundlagenermittlung werden im Rahmen einer Ergebnisdarstellung schließlich aufbereitet.

### Vorplanung
Die Ergebnisse der Grundlagenermittlung bilden die Basis für die Vorplanung. In dieser Phase der Bauplanung werden Erkundigungen über die Art des Baugrundes eingeholt um ein Planungskonzept zu erstellen und eventuelle alternative Lösungsmöglichkeiten zu erörtern. In die Vorplanung fällt auch eine erste Kostenschätzung für das Bauprojekt, die durch DIN 276 geregelt ist. Auch die Informationen, die aus der Vorplanung erhalten wurden, werden anhand einer Ergebnisdarstellung festgehalten.

### Entwurfsplanung
Bei der Entwurfsplanung wird eine Berechnung und Auslegung der Anlage angestellt. Das Projekt wird im Maßstab 1:100 in eine technische Zeichnung umgesetzt und beschrieben. Auch hier fällt eine Kostenberechnung nach DIN 276 an und die Ergebnisse werden erneut in Form einer Ergebnisdarstellung festgehalten.

### Genehmigungsplanung
Bei der Genehmigungsplanung werden die Vorlagen für die Zustimmungen und Genehmigungen durch die Behörden erstellt. Es wird ein Einreichplan erstellt, der als Grundlage für die Verhandlungen mit den Behörden dient. Es folgt die Bewilligung des Projektes durch die Baubehörde.

### Ausführungsplanung
Die Ausführungsplanung ist ein Instrument der Architekten und Ingenieuren, bei der Ausführungspläne im Maßstab 1:50, sowie Detailzeichnungen im Maßstab 1:1 bis 1:20 erstellt werden. Die Ausführungsplanung umfasst auch eine detaillierte Projektbeschreibung für die Ausführung.

### Vorbereitung der Vergabe
Im Anschluss an die Ausführungsplanung werden Leistungsverzeichnisse erstellt und vergleichbare Angebote für die Ausführung eingeholt.

### Mitwirkung bei der Vergabe
Die eingegangenen Angebote werden geprüft und die Angebote ausgewertet. Es wird ein Preisspiegel aufgestellt und der Auftrag wird erteilt.

### Bauüberwachung
Nach Baubeginn wird die Ausführung des Objektes auf Übereinstimmung mit der Planung und den Leistungsverzeichnissen überwacht. In die Überwachung der Bauphase fällt auch die Aufstellung und Einhaltung eines Zeitplans, die Überprüfung von Aufmaßen und Rechnungen der ausführenden Unternehmen und die Übereinstimmung mit anerkannten Regeln der Technik. Die Leistungen werden fachtechnisch kontrolliert und eventuelle Mängel festgestellt und beseitigt.